# Ешлі Вітні
Ешлі Вітні (англ. Ashley Whitney, 21 серпня 1979) — американська плавчиня.
Олімпійська чемпіонка 1996 року.
Переможниця Пантихоокеанського чемпіонату з плавання 1997 року.